# كراسلافا
كراسلافا (بالإنجليزية: Krāslava)‏ هي منطقة سكنية تقع في لاتفيا في لاتفيا.[بحاجة لمصدر] يقدر عدد سكانها بـ 10,854 نسمة ومساحتها 8.6 كم2 .

## المدن التوأمة
مدينة هكاري هي مدينة توأمة لـكراسلافا.

## أعلام
- جانيس تيما
- إينيتا راديفيتشا